# Diecéze Azul
Diecéze Azul je římskokatolická diecéze, nacházející se v Argentině.

## Území
Diecéze zahrnuje čtrnáct územních celků provincie Buenos Aires: Ayacucho, Azul, Benito Juárez, Bolívar, General Alvear, General La Madrid, Laprida, Las Flores, Olavarría, Rauch, Roque Pérez, Saladillo, Tandil a Tapalqué.
Biskupský sídlem je město Azul, kde se nachází hlavní chrám diecéze, Katedrála Panny Marie Růžencové.
Rozděluje se do 42 farností.
Je součástí církevní provincie La Plata.

## Historie
Diecéze byla zřízena 20. dubna 1934 bulou Nobilis Argentinae nationis papeže Pia XI. Byla zřízena z části území arcidiecéze La Plata.
Dne 11. února 1957 byla části jejího území přidělena nové diecézi Nueve de Julio.

## Seznam biskupů
- 1934–1953 César Antonio Cáneva
- 1953–1955 Antonio José Plaza
- 1956–1982 Manuel Marengo
- 1982–2006 Emilio Bianchi di Cárcano
- od 2006 Hugo Manuel Salaberry Goyeneche, S.J.